# 陈军 (1958年)
陳軍（1958年2月28日—），生于上海，祖籍江苏南京，中国民主运动人士。父亲为国民党员，姓何。母亲姓陈。

## 生平
1978年于上海积极参与民主运动，并参与制作民主刊物《民主之声》。
1979年考入复旦大学哲学系。1983年毕业并与美籍太太赴美。
1985年回中国北京开办捷捷酒吧，在上海开办迪厅。与刘晓波、崔健、王朔等人成为好友。
1989年2月再次返回中国。和北岛发起三十三人联名公开信，提议释放魏京生等民主人士。1989年4月被驱逐出境至美国。1989年六四事件期间热切关注事态进展。1995年左右淡出海外民运活动。
2017年刘晓波肝癌弥留之际，陈军再次出现在公众面前，积极参与拯救刘晓波事务。